# Mokrany (obwód brzeski)
Mokrany (biał. Макраны, ros. Мокраны) – wieś w rejonie małoryckim obwodu brzeskiego Białorusi, stanowiąca centrum administracyjne sielsowietu. Wieś leży na magistrali M12 (E85), w pobliżu granicy państwowej z Ukrainą i daje nazwę leżącemu nieopodal drogowemu przejściu granicznemu Mokrany-Domanowo.
Znajduje się tu parafialna cerkiew prawosławna pw. Narodzenia Matki Bożej.

## Historia
Wieś szlachecka położona była w końcu XVIII wieku w powiecie brzeskolitewskim województwa brzeskolitewskiego. 
11 lutego 1919 roku, po wycofaniu się Niemców, Mokrany zostały zajęte przez polską piechotę z grupy gen. Listowskiego. Trzy dni później pod Mokranami i Małorytą w potyczkach Polacy wzięli do niewoli 60 bolszewickich żołnierzy, w tym 10 oficerów. 
W czasach II Rzeczypospolitej wieś znajdowała się województwie poleskim, do 12 kwietnia 1928 roku stanowiła siedzibę gminy wiejskiej Mokrany w powiecie kobryńskim, następnie należała do gminy Wielkoryta w powiecie brzeskim. Osadnikiem wojskowym w Mokranach był Stanisław Nowicki, kawaler Orderu Virtuti Militari i wójt gminy Wielkoryta.
W końcu września 1939 roku do Mokran doprowadzono grupę polskich jeńców wojennych z rozbrojonego oddziału Flotylli Rzecznej Marynarki Wojennej. 8 oficerów i podoficerów regularne jednostki sowieckie zabrały ze sobą celem dalszego wywiezienia ich w głąb ZSRR, pozostałych - co najmniej 2 oficerów i 16 podoficerów - przekazano w ręce bojówek ukraińskich z czerwonymi opaskami na rękawach. Te dokonały na nich mordu w dniu 28 września 1939 roku. Wydarzenie to upamiętnia pomnik, odsłonięty w 1991 roku. 
Po wojnie wieś weszła w struktury administracyjne ZSRR. Należała kolejno do: 
- 1940-1962 - rejonu małoryckiego w obwodzie brzeskim (przejściowo, w latach 1941-1944 - pod okupacją niemiecką),
- 1962-1965 - rejonu brzeskiego w obwodzie brzeskim (rejon małorycki skasowano[11]),
- Od 1965 - rejonu małoryckiego w obwodzie brzeskim.

## Turystyka
We wsi znajduje się dawny park pałacowy. Półtora kilometra od wsi znajduje się pomnik przyrody - wydma.